# 유은 (가수)
유은(1995년 ~ )은 대한민국의 가수다. 2018년 싱글 《중독 (Overdose)》으로 데뷔했다.

## 방송
- 콘테스트M2 (2022) - Top24

## 음반
- 중독 (Overdose) (2018)
- Pit a pat (2021)
- 건전한 음원(반) 유통 캠페인 (2021)
- Rose-colored glasses (2021)